# Dos fantasías memorables
Dos fantasías memorables es un libro de cuentos escrito por  H. Bustos Domecq, seudónimo de los escritores argentinos Jorge Luis Borges y Adolfo Bioy Casares. Fue publicado por Oportet & Haereses, en Buenos Aires, en 1946, con un tiraje de trescientos ejemplares.

## La obra
Con un lenguaje rebuscado y abundancia de términos de la época, los dos relatos desarrollan tramas contadas por los personajes, que son participantes de hechos fantásticos. 
Los dos cuentos del libro son: "El testigo", en el que una niña tiene una visión que la llena de miedo y la conduce a un desenlace fatal. En el otro relato,  "El signo", Larramendi y el ex presidiario, por pornógrafo y estafador, Wenceslao, viajan en tren y presencian un extraño fenómeno gastronómico en el cielo, que se llena de manjares y es signo de un hecho funesto.